# Aldeatejada
Aldeatejada es un municipio y localidad española de la provincia de Salamanca, en la comunidad autónoma de Castilla y León. Se integra dentro de la comarca del Campo de Salamanca (Campo Charro). Pertenece al partido judicial de Salamanca.
Su término municipal está formado por las localidades de Aldeatejada, El Soto, Finca La Cordillera, Las Peñas, Los Hoyos, Otero Vaciadores, Porquerizos, Salvadorique, Sanchoviejo y Vistahermosa además de por los despoblados de Montalvo Mayor, Montalvo Primero, Teso del Cercado y Villa Benito, ocupa una superficie total de 31,51 km² y según los datos elaborados por el INE en 2020, cuenta con 2210 habitantes. Está situada a 6 km, por carretera, de Salamanca.

## Toponimia
El topónimo Aldeatejada deriva de la denominación Aldea Teiada con la que aparece recogida la localidad por primera vez, en un documento del 20 de abril de 1186, en el cual Velasquita, Xemena y Velasco venden a Iohannis Cormano un huerto y una viña en la localidad. Asimismo, otro documento de abril de 1210, recoge a la localidad con el topónimo de Aldea Tellada, en un contrato que recoge la venta de un huerto en esta localidad por parte de Roderico de Aldea Tellada a Gonçalo Pelaez, escribano del rey de León. Posteriormente, en septiembre de 1213, la localidad aparece recogida nuevamente como Aldea Tellada en un documento en el que Gundissalvus Pelagii, canónigo de Salamanca, dona a la Diócesis el huerto que poseía en la localidad, cuyo nombre posteriormente habría derivado de Aldeatellada a Aldeatejada.

## Símbolos

### Escudo
El escudo heráldico que representa al municipio fue aprobado el 2 de junio de 1966 con el siguiente blasón:

«Escudo de plata, la tienda de campaña de azur, cuadrada, con cubiertas inclinadas y puerta, está acompañada de dos coronas reales de oro. Al timbre, la corona real cerrada»
Boletín Oficial del Estado nº 159 de 5 de julio de 1966

## Historia

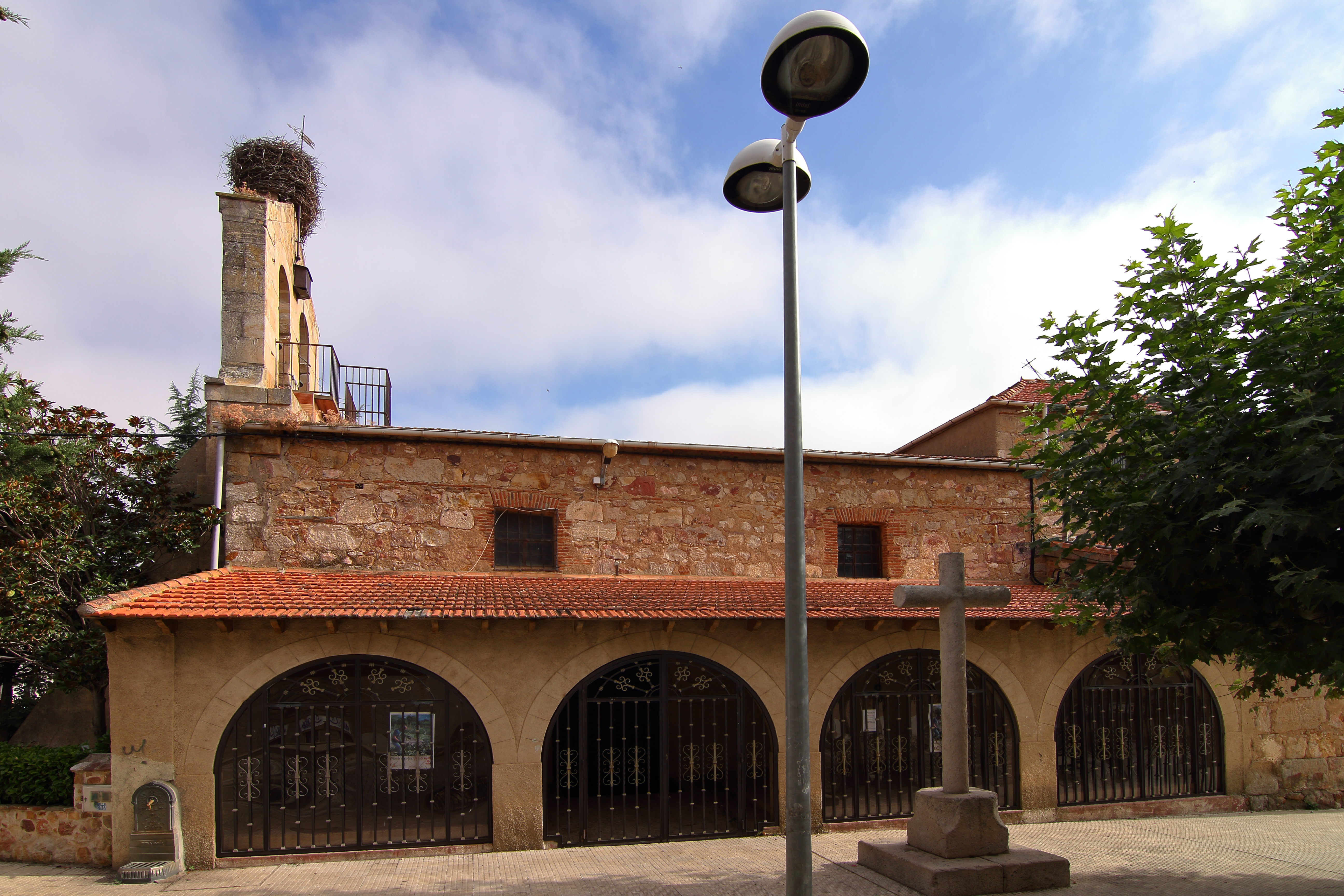
Iglesia de Santiago Apóstol

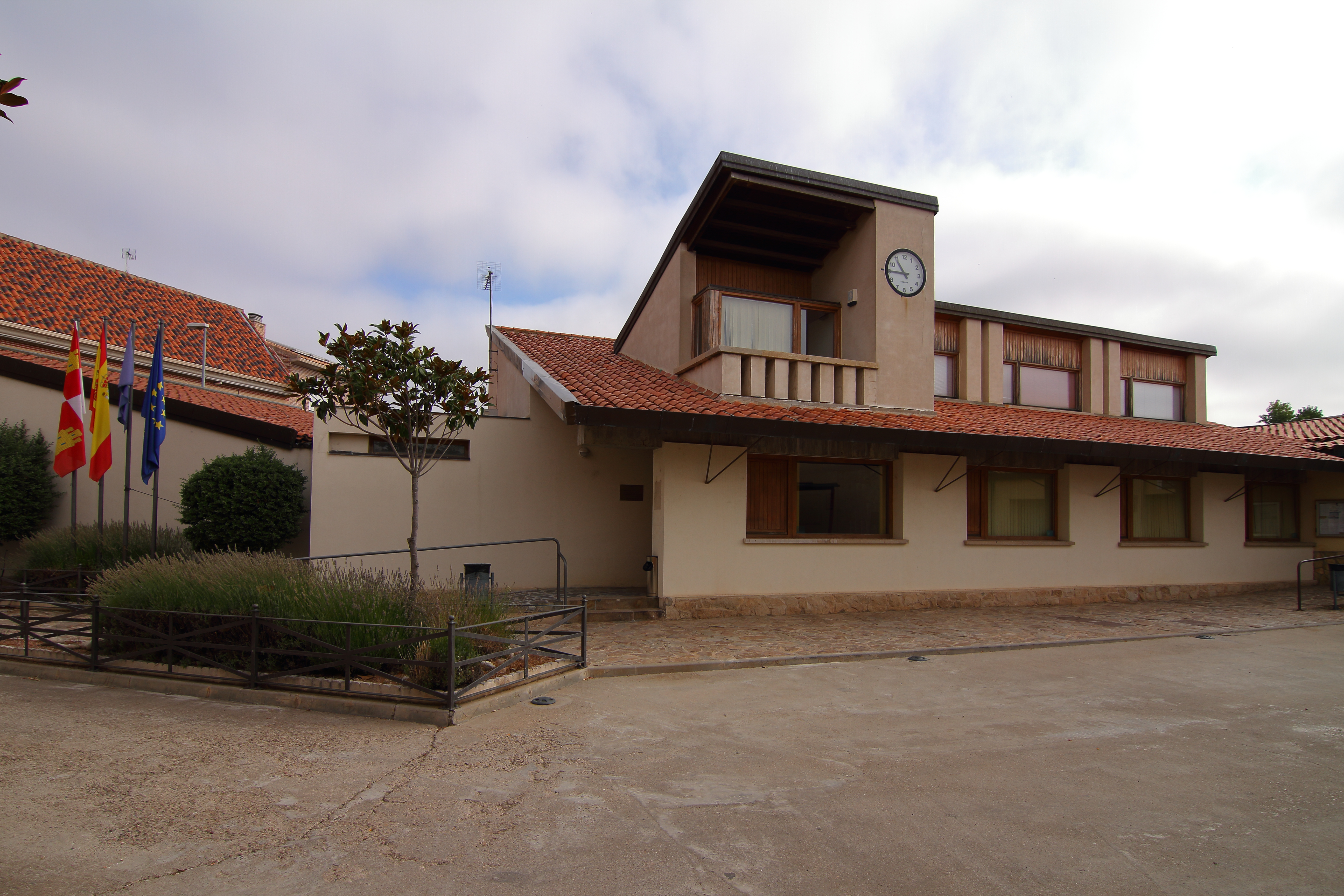
Casa consistorial

Su fundación se remonta a la repoblación efectuada por los reyes de León en la Edad Media, quedando integrado en el cuarto de Peña del Rey de la jurisdicción de Salamanca, dentro del Reino de León, denominándose en el siglo XIII Aldeatellada. Posteriormente, entre el 10 y el 13 de noviembre de 1543, tuvo lugar uno de los principales acontecimientos de la historia de Aldeatejada, ya que permanecieron en esta localidad Felipe II y María Manuela de Portugal, quienes se esposaron dos días más tarde en la ciudad de Salamanca. Por otro lado, en 1626 la iglesia de Aldeatejada se vio afectada por el desbordamiento del río Tormes, en la conocida como Riada de San Policarpo, que se llevó por delante tres casas de la localidad. Con la creación de las actuales provincias en 1833, Aldeatejada quedó encuadrado en la provincia de Salamanca, dentro de la Región Leonesa.
Por aquí pasa la Cañada Real de la Plata o de la Vizana. 

## Demografía
Aldeatejada cuenta con una población de 2587 habitantes (INE 2024).
| Gráfica de evolución demográfica de Aldeatejada entre 1842 y 2021                                                   |
| |
| Población de derecho según los censos de población del INE Población de hecho según los censos de población del INE |

### Núcleos de población
El municipio se divide en varios núcleos de población, que poseían la siguiente población en 2017 según el INE.
| Núcleo de población  | Población |
| -------------------- | --------- |
| Aldeatejada          | 1795      |
| Vistahermosa         | 47        |
| Las Peñas            | 11        |
| Sanchoviejo          | 6         |
| Salvadorique         | 6         |
| Los Hoyos            | 5         |
| Finca La Cordillera  | 2         |
| Teso del Cercado     | 2         |
| Urbanización El Soto | 2         |
| Otero Vaciadores     | 1         |
| Porquerizos          | 1         |
| Villa Benito         | 0         |
| Montalvo Mayor       | 0         |
| Montalvo Primero     | 0         |

### Transporte y comunicaciones
El municipio se integra dentro del área metropolitana de Salamanca, a menos de 10 km del centro de la capital, por lo que está muy bien comunicado por carretera y cuenta con acceso directo a la autovía Ruta de la Plata que une Gijón con Sevilla y a la SA-20, ronda sur que circunvala la ciudad. Destaca además la carretera CL-512 que une Salamanca con Vecinos, atravesando el núcleo urbano y la carretera DSA-210 que surge del entronque con esta última y conecta con Las Veguillas. 
En cuanto al transporte público se refiere, tras el cierre de la ruta ferroviaria de la Vía de la Plata, no existen servicios de tren en el municipio ni en los vecinos. Cuenta con un servicio regular de autobús que une con la capital provincial con frecuencias de una hora en los días laborables que disminuyen en los sábados. Por otro lado el Aeropuerto de Salamanca es el más cercano, estando a unos 22 km de distancia.

## Administración y política
| Periodo   | Nombre                          | Partido | Partido              |
| --------- | ------------------------------- | ------- | -------------------- |
| 2003-2019 | Herminio Felicio Velasco Marcos |         | Partido Popular (PP) |
| 2019-act. | Enrique Manuel García Mariño    |         | Partido Popular (PP) |

| Partido político                         | 2023  | 2023  | 2023       | 2019  | 2019  | 2019       | 2015  | 2015  | 2015       | 2011  | 2011  | 2011       | 2007  | 2007  | 2007       | 2003  | 2003  | 2003       |
| Partido político                         | %     | Votos | Concejales | %     | Votos | Concejales | %     | Votos | Concejales | %     | Votos | Concejales | %     | Votos | Concejales | %     | Votos | Concejales |
| Partido Popular (PP)                     | 46,89 | 612   | 6          | 34,57 | 401   | 3          | 41,91 | 373   | 4          | 69,48 | 503   | 7          | 62,09 | 380   | 5          | 38,96 | 194   | 3          |
| Partido Socialista Obrero Español (PSOE) | 26,13 | 341   | 3          | 36,98 | 429   | 4          | 36,63 | 326   | 4          | 24,86 | 180   | 2          | 22,88 | 140   | 1          | 27,91 | 139   | 2          |
| Ciudadanos (CS)                          | 18,39 | 240   | 2          | 27,24 | 316   | 2          | 13,82 | 123   | 1          | —     | —     | —          | —     | —     | —          | —     | —     | —          |
| Vox                                      | 7,50  | 98    | 0          | —     | —     | —          | —     | —     | —          | —     | —     | —          | —     | —     | —          | —     | —     | —          |
| Unión Progreso y Democracia (UPyD)       | —     | —     | —          | —     | —     | —          | 4,94  | 44    | 0          | —     | —     | —          | —     | —     | —          | —     | —     | —          |
| Unión del Pueblo Salmantino (UPSa)       | —     | —     | —          | —     | —     | —          | —     | —     | —          | —     | —     | —          | 11,93 | 73    | 1          | 27,51 | 137   | 2          |